# Petz Dénes
Petz Dénes (Budapest, 1953. április 8. – Budapest, 2018. február 6.) magyar matematikus, egyetemi tanár; a matematikai tudományok kandidátusa (1982), doktora (1990). Fő kutatási területe a funkcioanalízis és a matematikai fizika volt.

## Életútja
1972 és 1977 között az Eötvös Loránd Tudományegyetemen tanult matematikus szakon. 1979-ben doktori fokozatot szerzett matematikából az  Eötvös Loránd Tudományegyetemen. A matematikai tudományok kandidátusa (1982), és doktora (1990) volt. 
1990 és 1995 között, Magyar Tudományos Akadémia Rényi Alfréd Matematikai Kutatóintézetének Funkcionálanalízis szekciójának vezetője volt. 1992-től 2016-os nyugdíjba vonulásáig egyetemi tanárként dolgozott a Budapesti Műszaki Egyetemen. 1996 és 1999 között, valamint 2002 és 2006 között, a Matematikai Analízis tanszék vezetője volt a  Budapesti Műszaki Egyetemen. 1996 és 2004 között, a Matematika intézet igazgatóhelyettese volt a Budapesti Műszaki Egyetemen. 1998 és 2002 között, dékánhelyettes volt a Természettudományi Karon a Budapesti Műszaki Egyetemen. 2004-től haláláig, kutatóprofesszor volt a Magyar Tudományos Akadémia Rényi Alfréd Matematikai Kutatóintézetében. 2008-tól haláláig, matematika professzor volt a Eötvös Loránd Tudományegyetemen.
1992-től haláláig az Open Systems & Information Dynamics c. folyóirat szerkesztője volt.

## Díjai
- Grünwald Géza-emlékdíj (1982)
- Akadémiai Ifjúsági Díj (1988)
- Bolyai Farkas-díj (1998)
- Akadémiai Díj (2008)
- Szent-Györgyi Albert-díj (2009)
- A Magyar Érdemrend tisztikeresztje (2013)

## Művei
- A felcserélési reláció algebrája (1990)
- Kvantum entrópia és használata (1993, Ója Maszanorival)
- A félkör eloszlás, szabad valószínűségi váltózók és entrópia (2000, Hiai Fumioval)
- Lineáris analízis (2002)